# Jimmy Reed
Jimmy Reed (* 6. September 1925 in Dunleith, Mississippi als Mathis James Reed; † 29. August 1976 in Oakland, Kalifornien) war ein US-amerikanischer Blues-Sänger und -Musiker.

## Werdegang

Jimmy Reed – Roll and Rhumba (Chance Records)

Reed lernte die Grundlagen des Gitarre- und Harmonikaspiels von seinem Freund Eddie Taylor, der selbst als Halbprofi in Kneipen umherzog. Im Jahre 1943 ging Reed nach Chicago, wo er jedoch zunächst zum zweijährigen Militärdienst in die Marine eingezogen wurde. Nach seiner Entlassung und nach der Heirat mit Mary („Mama Reed“) arbeitete er 1945 in Gary/Indiana als Fleischpacker in einer Fabrik. Hier bekam er Kontakt zur Bluesszene der Nachbarstadt Chicago, wo er kurzzeitig in die Band von John Brim’s Gary Kings aufgenommen wurde, in der auch zeitweise Eddie Taylor spielte. Nachdem Reed beim Chicagoer Blues-Label Chess Records nicht akzeptiert wurde, ging er zum benachbarten Chance Records-Label, wo er mit Unterstützung von John Brim (Gitarre) und Morris Wilkerson (Schlagzeug) die Single High and Lonesome / Roll and Rhumba (Chance #1142) am 6. Juni 1953 einspielen durfte. Sie erschien im Juli 1953 ohne besondere Resonanz, Chance Records befand sich kurz danach im Liquidierungsprozess; Reed arbeitete mittlerweile wieder in einem Schlachthof in Chicago.

### Vee-Jay Records

Jimmy Reed – High and Lonesome
Jimmy Reed – You Don’t Have to Go
Jimmy Reed – Ain’t That Lovin’ You Baby
Jimmy Reed – Honest I Do

Dann hörte Reed von dem im April 1953 gegründeten Label Vee-Jay Records, das zunächst in seinem ehemaligen Wohn- und Arbeitsort Gary beheimatet war. Am 29. Dezember 1953 fand mit Jimmy Reed & His Trio (Eddie Taylor, Bass; Morris Wilkerson, Schlagzeug) eine erste Aufnahmesession statt, in der noch einmal High and Lonesome / Roll and Rhumba eingespielt wurden. Obwohl Vee Jay zuvor im Mai bereits die Spaniels aufgenommen hatte, entschied man sich als überhaupt erste Platte des Katalogs für Jimmy Reed (Vee-Jay #100). Das Privileg nützte nichts, denn die Single konnte nach ihrer Veröffentlichung im Juli 1953 keine Chartnotiz erlangen, während die Spaniels (Vee-Jay #101) bis auf Platz 10 der Rhythm-&-Blues-Charts vordrangen. Erfolglos blieb auch seine nächste Single I Found My Baby / Jimmy’s Boogie (#105), die im Januar 1954 auf den Markt kam. Aber bereits seine dritte Single You Don’t Have to Go / Boogie in the Dark, die aus einer Aufnahmesession vom 30. Dezember 1953 stammte, kam nach ihrer Veröffentlichung im Oktober 1954 bis auf Rang fünf der Rhythm-&-Blues-Hitparade. Mit Rang drei schnitt die im Januar 1955 veröffentlichte Single Ain’t That Lovin’ You Baby / Baby, Don’t Say That No More (#168) noch besser ab. Dieselbe Platzierung erreichte auch You’ve Got Me Dizzy / Honey, Don’t Let Me Go, die im November 1956 herausgebracht wurde. Ein erstes Crossover gelang mit The Sun Is Shining / Baby, What’s on Your Mind (#248), das nach seiner Veröffentlichung im Juni 1957 neben einem Platz 12 in den R&B-Charts auch bis auf Rang 65 der Pop-Hitparade gelangte. Reeds bester Crossover war dann das am 3. April 1957 aufgenommene Honest I Do / Signals of Love, das nach seiner Veröffentlichung im Oktober 1957 einen Rang 32 in den Pop-Charts erreichte und bis auf Platz 4 der R&B-Charts vordringen konnte. Sein erfolgreichster Hit überhaupt wurde im August 1961 mit Bright Lights Big City / I’m Mr. Luck veröffentlicht und notierte an Rang drei der R&B-Charts.

Jimmy Reed – Bright Lights Big City

Reeds sich verstärkende Probleme mit Alkohol und seine Epilepsien verliefen parallel zum wirtschaftlichen Niedergang seiner Plattenfirma. Mit Katalog #709 nahm Reed Anfang 1966 den vielsagenden Titel Don’t Think I’m Through seine letzte Single für Vee-Jay auf. Insgesamt hat Reed innerhalb von mehr als 12 Jahren bei Vee-Jay 39 Singles und zahlreiche LPs herausgebracht und brachte davon 18 Titel in die R&B- und 8 Titel in die Pop-Singles-Hitparade. Sein Manager Al Smith verschaffte ihm danach Mitte 1966 einen kurzlebigen Plattenvertrag mit dem neuen ABC-Bluesway-Label. Hier spielte er am 4. und 8. November 1966 insgesamt 12 Titel mit Begleitung durch Lefty Bates und Jimmy Reed jr. (Gitarre, Gesang), Jimmy Gresham (Bass) und Al Duncan (Schlagzeug) ein. Keines der nächsten fünf weiteren Labels brachte ihm den einstigen Erfolg zurück. Um 1970 schwor Jimmy Reed dem Alkohol endgültig ab, aber die Spätfolgen waren ein fragiler Gesundheitszustand, der lange Tourneen verhinderte. Dennoch spielte er auf dem renommierten Ann Arbor Bluesfestival von 1972 und verstarb vier Jahre später.

### Ehrungen
Jimmy Reed wurde posthum in die Blues Hall of Fame der Blues Foundation im Jahre 1980 aufgenommen, ebenso sein Song Baby What You Want Me to Do (2004) und sein Album I’m Jimmy Reed (2008); er selbst wiederum wurde im Jahre 1991 in die Rock and Roll Hall of Fame aufgenommen.

## Stil
Reed schrieb die meisten Titel selbst. Er konnte sie jedoch nicht auswendig, sondern hatte meistens seine Frau „Mama Reed“ bei den Aufnahmesessions dabei. „Gib mir den Text, Mama Reed“ bat er sie, und ihre geflüsterte Soufflage ist etwa in You Got Me Dizzy schwach zu hören. Reed spielte Gitarre und Mundharmonika zugleich (die Harmonika war mit Hilfe eines Gestells um seinen Hals befestigt, ähnlich wie später bei Bob Dylan). Während Reed für den Boogie-Rhythmus auf der Gitarre sorgte und ein Harpsolo blies, spielte Eddie Taylor auf der Leadgitarre markante Blueslicks und Riffs, die in die Popgeschichte eingehen sollten. Reeds Vortrag war locker und leicht, eher distanziert und nicht so intensiv oder aufdringlich wie der anderer zeitgenössischer Bluesinterpreten. Eddie Taylor hat mit seiner Rhythmusgitarre die meisten Sessions im Trio bestritten und war mitverantwortlich für den typischen Jimmy-Reed-Sound. Taylor war die treibende Kraft beim Erfolg von Reed. Reed war für Vee Jay der konstanteste Verkaufserfolg, zumal seine Platten ab 1957 fast regelmäßig auch als Crossover in die Pop-Hitparade kamen. Reed erreichte mit seinem entspannten Stil eine größere Zuhörerschaft als viele Interpreten von den legendären Chess Records.

## Coverversionen/Statistik
Für Jimmy Reed sind BMI zufolge 164 Musiktitel urheberrechtlich registriert, von denen drei einen BMI-Award erhielten.
Reeds sauberer und entspannter Vortrag inspirierte spätere Interpreten zum Cover seiner Kompositionen. Meistgecoverte Titel sind Big Boss Man (37), Baby, What You Want Me to Do (31) und You Don’t Have to Go (10). So übernahm Elvis Presley Ain’t That Lovin’ You, während Baby What You Want Me to Do von John Cale, wiederum Elvis Presley, Hot Tuna, Them, Grateful Dead, Van Halen oder den Byrds übernommen wurde. Der Big Boss Man ist in Fassungen von Grateful Dead, John Hammond, wiederum Elvis Presley zu hören, während Big Legged Woman durch Jerry Lee Lewis übernommen wurde. Honest I Do schließlich haben die Rolling Stones auf ihrem ersten Album ziemlich authentisch gecovert.
Bob Dylan widmet ihm mit Goodbye Jimmy Reed einen Song auf seinem Album Rough and Rowdy Ways von 2020.

## Diskografie (Auswahl), in Klammern Katalog und Aufnahmedatum
Chance Records:
- High and Lonesome / Roll and Rhumba (#1142, 6. Juni 1953)

Vee-Jay Records:
- High and Lonesome / Roll and Rhumba (#100, 29. Dezember 1953)
- I Found My Baby / Jimmy’s Boogie (#105, 29. Dezember 1953)
- You Don’t Have to Go / Boogie in the Dark (#119, 30. Dezember 1953)
- Pretty Thing / I’m Gonna Ruin You (#132, 24. März 1955)
- I Don’t Go for That / She Don’t Want Me No More (#153, 18. Juli 1955)
- Ain’t That Lovin’ You Baby / Baby, Don’t Say That No More (#168, 5. Dezember 1955)
- I Love You Baby / My First Plea (#203, 11. Juni 1956)
- You’ve Got Me Dizzy / Honey, Don’t Let Me Go (#226, 3. Oktober 1956)
- The Sun Is Shining / Baby, What’s On Your Mind (#248, 3. April 1957)
- Honest I Do / Signals Of Love (#253, August 1957)
- You Got Me Crying (A Valley of Tears) / Go On to School (#275, 12. März 1958)
- I Told You Baby / Ends and Odds (Instrumental) (#304, 11. September 1958)
- Take Out Some Insurance / You Know I Love You (#314, 26. März 1959)
- Baby What You Want Me to Do / Caress Me, Baby (#333, 7. August 1959)  Der Song wurde 2004 in die Blues Hall of Fame aufgenommen.
- Hush Hush / Going By the River (Part 2) (#357, August 1960)
- Laughing at the Blues / Close Together (#373, 29. Juni 1960)
- Big Boss Man / I’m A Love You (#380, 29. März 1960 / 13. Dezember 1960)
- Bright Lights Big City / I’m Mr. Luck (#398, August 1961)
- I’ll Change My Style / Too Much (# 459, 1962)
- There’ll Be a Day / Shame, Shame, Shame (#509, 1963)
- Outskirts of Town / St. Louis Blues (#570, 1963)
- See See Rider / Wee Wee Baby Blues (#584, 1964)
- I Wanna Be Loved / A New Leaf (#642, 1965)
- I’m the Man Down There / Left Handed Woman (#702, Juli/August 1965)
- Don’t Think I’m Through / When Girls Do It (#709, 1966)

ABC-Bluesway:
- Got Nowhere to Go / Two Ways to Skin (A Cat) (#10887, 4. und 8. November 1966)

Exodus Records:
- Knockin’ at Your Door / Dedication to Sonny (#2005 Juni 1966)
- Cousin Peaches / Crazy ’Bout Oklahoma (#2008, 1966)

ABC-Bluesway:
- I Wanna Know / Two Heads Are Better Than One (#61003, 1967)
- Don’t Press Your Luck Woman / Feel Like I Want to Ramble (#61006, 1967)
- Buy Me a Hound Dog / Crazy ’Bout Oklahoma (#61013, 1968)
- Peepin’ and Hidin’ / My Baby Told Me (#61020, 1968)
- Don’t Light My Fire / The Judge Should Know (#61025, 1969)

Canyon Records:
- Hard Walkin’ Hannah (Part 1) / Hard Walkin’ Hannah (Part 2) (#38, 1970)

Blues On Blues:
- Cold Chills / You Just a Womper Stomper (#2000, 1971)

RRG Records:
- Christmas Present Blues / Crying Blind (#44001, November 1971)
- Big Legged Woman / Funky Funky Soul (#44003, Dezember 1971)

Magic Records:
- Same Old Thing / Milking the Cow (#1/2, 1972)
- I Got the World in a Jug / We Got to Stick Together (#3/4, 1972)